# Night kit
『night kit』（ナイトキット）は、2011年4月5日（4日深夜）から2017年9月26日（25日深夜）までCROSS FMで放送されていたバラエティ番組である。放送時間は毎週火曜 0:00 - 0:30 （月曜深夜、日本標準時）。

## 概要
毎月第1週に投稿のお題「月間メッセージテーマ」を決め、それに沿った内容のお便りをリスナーから募集。そして最終週には、その中から選んだお便りの投稿者にリスナープレゼントの詰め合わせ「night kit」を進呈する「月間メッセージ大賞」の発表を行った。
ナビゲーターは、福岡の巨漢タレントhoneyが「night kit girl」と呼ばれる女性出演者とともに務めていた。2015年までは古賀真菜美とのコンビで、同年4月7日（6日深夜）から2016年12月27日（26日深夜）放送分までは山下美保子とのコンビで進行していた。